# Isaiah García
Isaiah García (ur. 22 kwietnia 1998 w San Fernando) – piłkarz pochodzący z Trynidadu i Tobago, występujący na pozycji prawego obrońcy, w Defence Force.

## Życie prywatne
Piłkarzami są również jego trzej kuzyni Levi, Nathaniel i Judah.